# 1. Division (Luxemburg) 1930/31
Die 1. Division 1930/31 war die 21. Spielzeit der höchsten luxemburgischen Fußballliga. Red Boys Differdingen wurde zum dritten Mal Meister. Mit dem Pokalsieg holte sich das Team nach 1926 zum zweiten Mal das Double.
Der Tabellenletzte stieg direkt ab, der Sechste und Siebte spielten in einem Relegationsspiel den zweiten Absteiger aus.

## Abschlusstabelle
| Pl. | Verein                        | Sp. | S  | U | N | Tore    | Quote | Punkte |
| --- | ----------------------------- | --- | -- | - | - | ------- | ----- | ------ |
| 1.  | Red Boys Differdingen (P)     | 14  | 12 | 1 | 1 | 054:120 | 4,50  | 25:30  |
| 2.  | Spora Luxemburg               | 14  | 8  | 4 | 2 | 053:240 | 2,21  | 20:80  |
| 3.  | Progrès Niederkorn            | 14  | 6  | 2 | 6 | 027:310 | 0,87  | 14:14  |
| 4.  | CS Fola Esch (M)              | 14  | 3  | 6 | 5 | 023:340 | 0,68  | 12:16  |
| 5.  | Union Luxemburg               | 14  | 5  | 2 | 7 | 028:430 | 0,65  | 12:16  |
| 6.  | The National Schifflingen (N) | 14  | 4  | 2 | 8 | 029:410 | 0,71  | 10:18  |
| 7.  | Stade Düdelingen              | 14  | 3  | 4 | 7 | 023:380 | 0,61  | 10:18  |
| 8.  | Red Black Pfaffenthal         | 14  | 2  | 5 | 7 | 016:300 | 0,53  | 09:19  |

| (M) | amtierender Meister             |
| (P) | amtierender Pokalsieger         |
| (N) | Neuaufsteiger aus der Promotion |

### Kreuztabelle
| 1930/31                   | Red Boys Differdingen | Spora Luxemburg | Progrès Niederkorn | Fola Esch | Union Luxemburg | TNS | Stade Düdelingen | RBP |
| ------------------------- | --------------------- | --------------- | ------------------ | --------- | --------------- | --- | ---------------- | --- |
| Red Boys Differdingen     |                       | 2:1             | 5:2                | 5:1       | 5:2             | 6:1 | 3:0              | 3:0 |
| Spora Luxemburg           | 1:1                   |                 | 7:3                | 7:0       | 8:0             | 5:3 | 6:2              | 2:2 |
| Progrès Niederkorn        | 3:2                   | 2:4             |                    | 0:1       | 1:1             | 3:2 | 3:0              | 3:1 |
| CS Fola Esch              | 1:4                   | 3:3             | 0:0                |           | 2:4             | 4:1 | 1:1              | 5:0 |
| Union Luxemburg           | 0:6                   | 0:4             | 1:3                | 3:5       |                 | 3:2 | 6:2              | 1:1 |
| The National Schifflingen | 0:2                   | 4:1             | 3:1                | 2:2       | 3:2             |     | 4:3              | 1:3 |
| Stade Düdelingen          | 0:5                   | 1:1             | 4:2                | 2:1       | 1:2             | 2:2 |                  | 4:1 |
| Red Black Pfaffenthal     | 0:5                   | 1:3             | 0:1                | 1:1       | 0:3             | 4:1 | 1:1              |     |

## Relegationsspiel
|                           | Ergebnis |                  |
| ------------------------- | -------- | ---------------- |
| The National Schifflingen | 2:0      | Stade Düdelingen |